# Poesia de Cabo Verde e sete poemas de Sebastião da Gama
Poesia de Cabo Verde e Sete Poemas de Sebastião da Gama és una col·lecció de poemes recollits en un CD per Afonso Dias i amb altres "convidatss" (Carlos Germano, Luís Vicente, Mina Andala i Paulo Moreira), editat per Associação Música XXI a Faro, Portugal en juny de 2007.

## Poemes
Els poemes capverdians recitats al CD, en ordre d'aparició, són:
| Poeta                 | Títol                                                   |
| --------------------- | ------------------------------------------------------- |
| Jorge Barbosa         | Prelúdio                                                |
| António Pedro         |                                                         |
| Manuel Lopes          | Naufrágio                                               |
| Oswaldo Alcântara     | Ressaca                                                 |
| António Nunes         |                                                         |
| Arnaldo França        |                                                         |
| Aguinaldo Fonseca     |                                                         |
| Gabriel Mariano       |                                                         |
| Ovídio Martins        | Flagelados do vento leste Comunhão                      |
| Onésimo Silveira      |                                                         |
| Terêncio Anahory      |                                                         |
| Eugênio Tavares       | Mal de amor                                             |
| Daniel Filipe         |                                                         |
| Yolanda Morazzo       | Barcos                                                  |
| Corsino Fortes        | De boca a barlavento De boca concêntrica na roda do sol |
| Arménio Vieira        | Lisboa Quiproquo Ser tigre                              |
| Oswaldo Osório        |                                                         |
| Luís Romano           |                                                         |
| José Luis Tavares     |                                                         |
| Jorge Pedro Barbosa   |                                                         |
| Pedro Corsino Azevedo |                                                         |
| Virgílio Pires        |                                                         |

## Nota
1. ↑  «Objectos do quotidiano de Cabo Verde mostram-se em Lisboa na "Casa Fernando Pessoa"». A Semana, 25-06-2007. Arxivat de l'original el 2016-02-03. [Consulta: 16 juny 2016].